# Ramiz Gasimov
Ramiz Gasimov (en azerbaïdjanais: Ramiz Qasımov; 17 février 1975-22 octobre 2020) était un officier militaire azerbaïdjanais, lieutenant-colonel qui a servi dans les forces aériennes des forces armées azerbaïdjanaises. Il avait participé à la guerre de quatre jours, aux affrontements arméno-azerbaïdjanais de juillet 2020 et à la deuxième guerre du Haut-Karabakh. Il a été tué pendant la deuxième guerre du Haut-Karabakh et a reçu à titre posthume le titre de héros de la guerre patriotique.

## Vie et services militaire
Ramiz Vagif oglu Gasimov est né le 17 février 1975, dans la ville de Beylagan.
Ramiz Gasimov a servi comme lieutenant-colonel dans les forces aériennes des forces armées azerbaïdjanaises. Il a pu piloter tous types d'hélicoptères et a eu l'introduction de tous les types d'armes dans l'arsenal azerbaïdjanais. Il servait à la fois comme instructeur et comme pilote d'essai. Gasimov avait pris part à la guerre des quatre jours en 2016 et aux affrontements de juillet 2020 avec l'Arménie à Tovuz.
Gasimov a également participé à la deuxième guerre du Haut-Karabakh, qui a débuté le 27 septembre 2020, le long de la ligne de contact du Haut-Karabakh. Gasimov, qui a piloté un hélicoptère Mil Mi-17 armé de missiles Spike, a d'abord participé à l'offensive de Sougovuchan, apportant un soutien aérien aux forces terrestres azerbaïdjanaises. Selon les responsables militaires azerbaïdjanais, il a détruit de nombreuses cibles, dont plusieurs systèmes de missiles anti-aériens 9K33 Osa et des équipements radio P19, appartenant aux forces arméniennes. 
Après avoir attaqué les positions arméniennes, il a essuyé des tirs nourris et les forces arméniennes ont abattu l'hélicoptère qu'il pilotait. Gasimov a ordonné aux autres membres d'équipage de l'hélicoptère de se catapulter. Gasimov, grièvement blessé au bras, a dirigé l'hélicoptère vers une zone vide pour l'empêcher de s'écraser sur l'un des villages du district de Tartar. Bien qu'il ait réussi à parachuter hors de l'hélicoptère, il a reçu un coup violent à la tête. 
Les troupes azerbaïdjanaises ont retrouvé Gasimov, qui s'était évanoui, et l'ont éloigné du champ de bataille. Il a ensuite été transporté à l'hôpital pour des soins médicaux, mais est décédé le 22 octobre après 25 jours de coma. 
Il a gagné le surnom d'Aile fer pour son activité pendant la guerre.

## Vie privée
Ramiz Gasimov était marié à Gunel Gasimova et le couple a trois enfants.

## Prix
- Gasimov a reçu le titre de héros de la guerre patriotique le 9 décembre 2020, par décret du président de l'Azerbaïdjan, Ilham Aliyev.
- Gasimov a reçu la médaille Pour la patrie le 15 décembre 2020, par décret du président Aliyev[5].